# Bashistraße
Die Bashistraße (chinesisch 巴士海峽, Pinyin Bā shì hǎi xiá, japanisch バシー海峡, englisch Bashi Channel) ist eine Wasserstraße, welche die Philippinensee mit dem südchinesischem Meer zwischen der Insel Lan Yu („Orchideeninsel“) von Taiwan und der philippinischen Insel Y'Ami Island verbindet. Sie bildet einen Teil der Luzonstraße im Pazifik.

## Geographie
Die Wasserstraße liegt im Gegensatz zu Babuyankanal und Balintangkanal näher bei Taiwan und der Abstand zwischen den Inseln beträgt 80 bis 90 km. Es handelt sich nicht eigentlich um einen echten „Kanal“, untermeerisch verläuft der Rücken, welcher die Inseln trägt, quer zur Wasserstraße mit einer vielgestaltigen Topographie.
Die Ränder der Wasserstraße auf Seiten Taiwans werden von den Riffen Qixingyan (Taiwan) und dem Kap Eluanbi markiert.
Die Bashistraße ist eine wichtige Passage für militärische Operationen. Taiwan und die Philippinen streiten um die Hoheit über dieses Gebiet, weil beide Seiten ihre 200-Meilen-Zone in den Gewässern einfordern. Auch die Volksrepublik China veranstaltet militärische Übungen in dem Gebiet.
Außerdem verlaufen zahlreiche Seekabel für Daten und Telefon-Verkehr zwischen den asiatischen Ländern durch die Bashistraße, so dass Erdbeben und Katastrophen in dieser Zone großflächige Auswirkungen haben. Im Dezember 2006 beispielsweise beschädigte ein untermeerisches Beben mit einer Magnitude von 6,7 gleich mehrere Kabel und verursachte damit einen Engpass, der mehrere Wochen lang anhielt.